# Colli del Tronto
Pour les articles homonymes, voir Tronto (homonymie).
Colli del Tronto est une commune italienne d'environ 3 610 habitants (2022) située dans la province d'Ascoli Piceno, dans la région Marches, en Italie centrale.

## Géographie
Colli del Tronto est située sur le territoire d'anciennes colonies, comme attesté par la découverte d'outils de pierre, le Piceno nécropole, des tombeaux romains.

## Monuments et patrimoine
Fascinant est la construction de l'église de sainte Félicité, qui abrite la peinture de Ferdinand Cicconi (1831-1896), un citoyen des Colli. Il a été construit en 1796 et conçu par l'architecte Pietro Maggi de Milan. L'église des documents les critères de conception des fondations de la première nell'Ascolano franciscains '500 '700 et qui a été rénové dans les anciens couvents des capucins.

## Administration
| Période                                  | Période | Identité | Étiquette | Qualité |
| ---------------------------------------- | ------- | -------- | --------- | ------- |
|                                          |         |          |           |         |
| Les données manquantes sont à compléter. |         |          |           |         |

### Communes limitrophes
Ancarano, Ascoli Piceno, Castorano, Spinetoli.